# Viscount Wimborne

Wappen der Viscounts Wimborne

Viscount Wimborne, of Canford Magna in the County of Dorset, ist ein erblicher britischer Adelstitel in der Peerage of the United Kingdom.

## Verleihung
Der Titel wurde am 5. Juli 1918 für Ivor Guest, 2. Baron Wimborne geschaffen, als dieser vom Amt des Lord Lieutenant of Ireland in den Ruhestand ging. Heutiger Titelinhaber ist sein Urenkel als 4. Viscount.

## Nachgeordnete Titel
Am 18. März 1910 war ihm bereits der Titel Baron Ashby St. Ledgers, of Ashby St. Ledgers in the County of Northampton, verliehen worden. Beim Tod seines Vaters hatte er 1939 zudem dessen am 27. April 1880 geschaffenen Titel Baron Wimborne, of Canford Magna in the County of Dorset, geerbt, nebst der nachgeordneten, am 14. August 1838 für dessen Vater Josiah John Guest (1785–1852) geschaffenen Baronetwürde, of Dowlais in the County of Glamorgan. Alle genannten Titel gehören zur Peerage bzw. Baronetage of the United Kingdom und werden als nachgeordnete Titel des Viscounts geführt.

## Liste der Barone und Viscounts Wimborne

### Barone Wimborne (1880)
- Ivor Bertie Guest, 1. Baron Wimborne (1835–1914)
- Ivor Churchill Guest, 2. Baron Wimborne (1873–1939) (1910 zum Baron Ashby St. Ledgers, 1918 zum Viscount Wimborne erhoben)

### Viscounts Wimborne (1918)
- Ivor Churchill Guest, 1. Viscount Wimborne (1873–1939)
- Ivor Grosvenor Guest, 2. Viscount Wimborne (1903–1967)
- Ivor Fox-Strangways Guest, 3. Viscount Wimborne (1939–1993)
- Ivor Mervyn Vigors Guest, 4. Viscount Wimborne (* 1968)

Titelerbe (Heir Presumptive) ist der Onkel des aktuellen Titelinhabers Hon. Julian John Guest (* 1945).